# 원일운수 (대전광역시)
원일운수 주식회사(元一運輸 株式會社)는 대전광역시 대덕구의 택시 회사이다.  